# Duilio Scandali
Duilio Scandali (Udine, 27 novembre 1876 – Ancona, 11 luglio 1945) è stato un poeta italiano della poesia vernacolare anconetana.

## Biografia
Ancora giovane si trasferisce con la famiglia ad Ancona (città in cui rimane per tutta la vita).
Considerato un uomo di cultura letteraria, scientifica, artistica, teatrale e archeologica ha collaborato a diverse riviste, quotidiani e periodici dell'epoca. Altrettanto lunga la sua produzione poetica e saggistica.
Scandali morì l'11 luglio 1945 ad Ancona. Venne sepolto nel Famedio, con dedica sulla sua lapide "il Popolo di Ancona al suo Poeta". Sempre ad Ancona gli è stata dedicata una via.

## Opere
- Scenette e scenate, sonetti e canzonette in vernacolo anconitano, Tipografia Romani, 1900.
- La visita, 32 sonetti semidialettali anconitani, Libreria Fogola Editrice, Ancona, 1914.
- 'Na sfugita a Roma, 40 sonetti semi-dialettali anconitani, Libreria Fogola Editrice, Ancona, 1924.
- Quel mazzolin di fiori ....., trilogia di guerra in 60 sonetti anconitani, Pucci, Ancona, 1926.
- La bichierola, 75 sonetti in vernacolo anconitano, Pucci, Ancona, 1932.
- El Vangelo de mi' nona, 103 sonetti in vernacolo anconitano, a cura dell'Ente Fiera della Pesca, Ancona, 1948 [pubblicazione postuma].